# Interleukine-5
Interleukine-5 (IL-5) is een cytokine die aangemaakt wordt door geactiveerde type 2 helper-T-cellen (Th2) en mestcellen. De primaire functie van IL-5 is het stimuleren van de differentiatie en groei van eosinofielen, waardoor het een belangrijke regulerende rol speelt in de afweer tegen parasitaire wormen, en bij de modulatie van allergische reacties. In muizen heeft IL-5 ook de taak B-cellen aan te zetten tot de productie van het antilichaam IgA.

## Structuur en expressie
Interleukine-5 is een glycoproteïne van 40 tot 50 kDa. Het bestaat uit een homodimeer, elke subunit is 115 aminozuren lang (bij de mens). Het gen dat codeert voor IL-5 ligt op chromosoom 5, vlak bij de genen die coderen voor de (redelijk homologe) cytokinen IL-3 en GM-CSF; deze cytokinen worden vaak tegelijkertijd met IL-5 tot expressie gebracht in Th2-cellen. IL-2 wordt voornamelijk tot expressie gebracht door geactiveerde type 2 T-helpercellen (Th2-cellen). Secretie van IL-5 leidt tot rekrutering, differentiatie, en degranulatie van eosinofielen. IL-5 wordt ook tot expressie gebracht door eosinofielen zelf, waarschijnlijk als onderdeel van een positief feedbackmechanisme.

## Klinische relevantie
Interleukine-5 speelt een belangrijke rol in de totstandkoming van verschillende allergische ziekten, waaronder hooikoorts en astma. Bij personen met deze allergieën zijn relatief hoge waarden van IL-5 waargenomen in de circulatie en weefsels van de luchtwegen. Algemeen wordt aangenomen dat de regulatie van eosinofielen door IL-5 in astmatische patiënten is ontregeld. Het blokkeren van de werking van IL-5 (of de receptor voor IL-5) met monoklonale antilichamen, zoals mepolizumab en benralizumab, is een goede behandelingsstrategie voor astmapatiënten.